# Chicago International Film Festival

Logo des Festivals

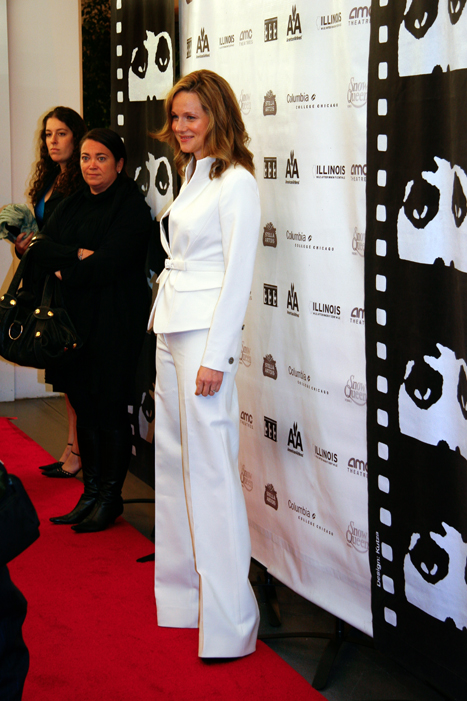
Schauspielerin Laura Linney am Abschlussabend des Chicago International Film Festivals 2007

Das Chicago International Film Festival ist ein jährlich stattfindendes Filmfestival in Chicago unter der Trägerschaft von Cinema/Chicago. Es wurde 1965 zum ersten Mal durchgeführt und gehört zu den ältesten Filmevents Nordamerikas. Das Festival findet immer im Oktober statt, als Hauptpreis des dazugehörigen Wettbewerbs wird der Gold Hugo verliehen.

## International Connections Program
Das Festivalprogramm für internationale Kontakte wurde 2003 ins Leben gerufen, um der internationalen Filmkultur und der Vielfalt Chicagos mehr Aufmerksamkeit zu verschaffen. Außerdem sollte das internationale Filmfestival in Chicago Mitwirkende und Zielgruppen aus unterschiedlichen Ethnien ansprechen und gewinnen. Von Juli bis September werden Filme aus dem Ausland im gesamten Stadtgebiet kostenfrei vorgeführt.

## Preisträger des Gold Hugo

### Bester Spielfilm
- 2002: Madame Satã (Brasilien)
- 2003: Talaye sorkh (Iran)
- 2004: Kontroll (Ungarn)
- 2005: Mein Nikifor (Mój Nikifor) (Polen)
- 2006: Charshanbe soori (Iran)
- 2007: Stellet Licht (Mexiko)
- 2008: Hunger (USA)
- 2009: Mississippi Damned (USA)
- 2010: How I Ended This Summer (Russland)
- 2011: Le Havre (Finnland, Frankreich, Deutschland)
- 2012: Holy Motors (Frankreich)
- 2013: My Sweet Pepper Land (Irak)
- 2014:	The President (Georgia, Frankreich, Deutschland, Vereinigtes Königreich)
- 2015: Une enfance (Frankreich)[1]
- 2016: Sieranevada (Rumänien)[2]
- 2017: Una especie de familia (Argentinien)[3]
- 2018:	Glücklich wie Lazzaro (Deutschland, Frankreich, Italien, Schweiz)[4]
- 2019: Porträt einer jungen Frau in Flammen (Frankreich)[5]
- 2020:	Sweat (Polen, Schweden)[6]
- 2021: Memoria (Thailand, Kolumbien, Frankreich, Mexiko, Deutschland, China)[7]

### Bester Dokumentarfilm
- 2008: Taxi zur Hölle

## Lifetime Achievement Awards
Steven Spielberg wurde 2006 für sein Lebenswerk mit dem Lifetime Achievement Award ausgezeichnet. Zu den früheren Gewinnern dieser Auszeichnung gehören Shirley MacLaine, Richard Attenborough, François Truffaut, Jodie Foster, Robin Williams, Manoel de Oliveira und Clint Eastwood.

## Career Achievement Awards
- Nicolas Cage (2003)
- Robin Williams (2004)
- Annette Bening (2004)
- Irma P. Hall, Robert Townsend und Harry J. Lennix (2004)
- Robert Zemeckis (2004)
- Shirley MacLaine (2005)
- Susan Sarandon (2005)
- Terrence Howard (2005)